# 瀬長奈津実
瀬長 奈津実（せなが なつみ、1986年8月19日 - ）は、日本の元タレント、元レースクイーン、元グラビアアイドルである。神奈川県出身。元K-point所属。

## 略歴
- 幼少時代からダンスやバレエ、日舞などを習い、子役としてテレビの戦隊シリーズや歌舞伎などの舞台に出演した経験を持つ。
- 秦建日子の主宰する演劇ワークショップ「TAKE1」の三、四期生である。
- 高校卒業後にモデルの仕事を始め、2007年よりK-pointに所属[3]。2008年、RAYBRIGレースクイーンとしてサーキットデビュー。
- レースクイーン以外にも、グラビア出演やDVDを発売する等活躍の幅を広げ、2011年、特撮ドラマ『鳳神ヤツルギ』のアクマリン役を演じる。
- 2012年5月31日、自身のブログで所属していたK-pointを退所したことを発表[4]。現在はフリーで活動している。
- 2013年4月より、高塚麻奈率いるアイドルユニット『dreamy』に加入[5]。高橋としみ脱退で欠員が出たため、佐藤彩奈と共に新メンバーとして迎え入れられることになった。
- 2014年2月16日をもって、『dreamy』を卒業（脱退）[6]。但し、同年9月6日の『dreamy』解散ライブには出演。歴代『dreamy』メンバー7人全員が公演の場で揃うのは、最初で最後であった[7]。
- 2016年12月28日、自身のブログにて年内をもって芸能活動を引退することを報告した[8]。

## 人物
- 中学時代はバレーボール部に在籍、全国大会で6位に入った経験がある[9]。
- 趣味：映画鑑賞、ピアノ
- 好きな色：ピンク
- 好きな食べ物：鍋料理、野菜クレープ
- 嫌いな食べ物：ピーマン、にんじん
- 2歳上の兄がいる[3]。
- 元フェイスネットワーク所属の稲垣慶子やロペス貴子と仲良しで[10]、特に表舞台から退いた稲垣とはプライベートでもコンサートや遊びに行くほどの仲である[11]。また、K-point時代の同僚だった矢代梢[12]や、SUBARUのレースクイーンで一緒だった葵ゆりか[13]とも仲が良い。
- 将来の夢は「アクション女優になること」だったが、前述の『鳳神ヤツルギ』でわずかながら実現させた。
- 2013年3月、調理師専門学校を卒業し、調理師免許を取得[14]。
- 『dreamy』メンバーとは解散後も公私を問わず仲良しで、食事会やパーティーを行なう[15]だけでなく海外旅行に出掛けるほどである[16]。

## 出演

### レースクイーン
- SUPER GT GT500クラス
  - 2008年 100号車「RAYBRIGレースクイーン」（チーム国光：高橋国光監督）[17]
- SUPER GT GT300クラス　
  - 2009年 30号車(第4戦から52号車)「KUMHO ECSTA GAL」[18]
  - 2010年 19号車「Weds Sport Racing Team with BANDOH レースクイーン」[19][20]
  - 2011年 62号車「R&D SPORT SUBARU LEGACY B4 レースクイーン」[21]

### テレビ
- 激走戦隊カーレンジャー 第18話・第44話（1996年6月28日・1997年1月10日、テレビ朝日） - 志乃原菜摘（幼少期） 役
- モグモグGOMBO 第211回「第1回豪華温泉料理争奪 草津温泉湯けむりグルメ大賞」（1997年6月28日、日本テレビ）
- 北野タレント名鑑（2005年8月18日、フジテレビ）
- 週刊プレイガール（2007年10月3日、テレビ朝日）
- アイドル事務所対抗秋の祭典SP（前編 初回：2008年8月24日 / 後編 初回：9月6日、エンタ!371）
- あらびき団（2008年9月10日、TBS）
- 西村京太郎の鉄道ミステリー（旅チャンネル）
- オビラジⓇ（2009年2月、TBS） - オビガールG
- AKiBAッテキ!!（2009年2月27日・9月26日、エンタ!371）
- お笑い芸人マジック王座決定戦スペシャル（2009年3月10日、フジテレビ） - アシスタント
- 浜ちゃんが!（2009年3月 - 2010年12月、読売テレビ・日本テレビ） - 「売る」編にアシスタントとして不定期出演
- ホリさまぁ〜ず（2010年1月12日・2月16日・23日、TBS）
- マルさまぁ〜ず（2010年5月19日・9月15日、TBS）
- ビキスポ！ 第9回 - 第12回（2010年11月 / 再放送：2015年2月、MONDO TV）[22]
- あっ!とシークレットLIVE（2011年1月22日、あっ!とおどろく放送局）
- ゴッドタン～The God Tongue 神の舌～（2011年2月23日、テレビ東京）
- 松島瑠美のMONDAY NIGHT 20!（2011年2月28日、あっ!とおどろく放送局）
- くだまき八兵衛X（2011年10月6日、テレビ東京）
- 鳳神ヤツルギシリーズ（千葉テレビ）
  - シーズン1（2011年4月2日 - 6月25日） - アクマリン 役
  - シーズン2（2012年1月7日 - 3月31日） - アクマリン 役
  - シーズン3（2013年 - 2014年） - 鈴猫（すずにゃん） 役

### 映画
- 鳳神ヤツルギ 木更津超熱戦 燃えあがれヤツルギ魂（2014年5月17日） - アクマリン、鈴猫（すずにゃん） 役
- 日本ローカルヒーロー大決戦（2015年11月14日） - アクマリン 役

### ラジオ
- まだまだゴチャ・まぜっ!〜集まれヤンヤン〜（2010年10月9日 - 2011年4月9日、MBSラジオ）

### 舞台
- 秦建日子主宰・演劇ワークショップ「TAKE1」三期生卒業公演『比翼の鳥／ファインディング・サトコ』（2006年3月15日 - 19日、アイピット目白）
- OFFICE BLUE presents「5～ファイブ～」（2006年9月21日 - 24日、下北沢「劇」小劇場）
- 第17回 下北沢演劇祭参加作品「月の子供」（2007年2月7日 - 18日、本多劇場）
- 秦建日子主宰・演劇ワークショップ「TAKE1」四期生卒業公演『地図～朝焼けに君をつれて～』（2007年3月15日 - 18日、きゅりあん小ホール） - かなこ 役
- 劇団空感エンジン 第二回公演「炎～ほむら～」（2010年3月3日 - 10日、SPACE107）
- projectDREAMER2010 Vol.2「世間知らず」（2010年3月29日 19:00・4月5日 19:00・12日 21:30・19日 19:00・26日 21:30・5月10日 19:00・17日 21:30、Copastic Cafe＆Dining Bar）
- ブレイクスルー JAPAN 2010「秘蜜。」（2010年8月13日 - 15日、SPACE107)
- 劇団スカンクシアター「秘蜜。2～Wedding Party～」（2011年3月9日 - 14日、Geki地下Liberty）
- YAMAO（2011年4月6日 - 10日、アクアスタジオ）
- エアースタジオ「NEXT DOOR」（2011年7月13日 - 18日、アクアスタジオ、脚本・演出：藤森一朗）
- 劇団スカンクシアター「秘蜜。3」（2011年8月24日 - 29日、Geki地下Liberty）

### PV
- 逗子三兄弟「マーメイド」（2009年、アルバム『逗子三兄弟』収録）[23]
- RICHEE「BLOCK PARTY feat.DJ☆GO」（2009年）[24]

### その他
- ヤッターマン（読売テレビ・日本テレビ） - PRキャラクター「ドロンジョガール」[25]
- 渋谷アイドル100人劇場（2009年9月20日に行われた公開オーディションに合格、レギュラーB組として加入）[26]

## リリース作品

### DVD
1. せなが、なつみ。ファースト!（ラインコミュニケーションズ、2009年2月20日発売）
2. 奈津実の実は…（イーネット・フロンティア、2009年9月30日発売）
3. せつなの恋人（日本メディアサプライ、2010年2月19日発売）
4. せなchu（トリコ、2010年7月22日発売）
5. LOVE BODY（シャイニングスター、2011年11月25日発売）
6. せなMAX（シャイニングスター、2012年4月13日発売）

### 競演
- じぶん撮りっ!10（2010年7月14日、エイベックス・エンタテインメント）10人
- 競泳アイドルヌレヌレボディライン2（2010年10月29日、日本メディアサプライ）7人

### 音楽
- mp4 FIRST（CHI-CHI Label・2010年11月10日発売）

柏木美里、松本麻実、矢代梢と共に組んだユニット『MP4』としてiTunes限定で歌手デビュー。
- 「DOLLY/RainHeart」（dreamyとして、2013年6月27日発売）

オリコンデイリーランキング9位。オリコンウィークリーランキング46位。